# Улица Андрея Дементьева
Улица Андре́я Деме́нтьева (до 1919 года — Скорбя́щенская улица, в 1919—2018 годах — улица Волода́рского) — улица в Центральном районе города Твери, проходит от реки Лазури до набережной Степана Разина. Одна из главных улиц Центрального района, пересекает его с севера на юг.

## Расположение
Начинается от улицы Лидии Базановой к северу от реки Лазури. Продолжается на север, пересекает улицы Жигарева, Желябова, Симеоновскую, Пушкинскую, переходящую в бульвар Радищева, Советскую улицу и площадь Михаила Тверского. Заканчивается у Волги, примыкая к набережной Степана Разина.
От улицы Андрея Дементьева отходят улицы Крылова, Академика Каргина, Рыбацкая и Медниковская.

## История
Улица Андрея Дементьева была проведена в соответствии с планом застройки городской части в 1760-х годах. Застраивалась по проекту архитектора П. Р. Никитина. Являлась границей центра с Мещанской слободой с одной стороны и предместья с другой. На этой улицы многие поперечные начинаются или заканчиваются.
Изначально улица называлась Скорбященским переулком, а с середины XIX века Скорбященской улицей — по стоящей на ней Скорбященской церкви. В 1919 году была переименована в улицу Володарского, в 2018 году названа в честь поэта Андрея Дементьева, родившегося в Твери.
Была застроена с севера каменными двухэтажными домами, а с юга деревянными одно- и двухэтажными. В советский и постсоветский период строительство и частичный снос домов продолжились.

## Здания и сооружения
Здания и сооружения улицы, являющиеся объектами культурного наследия:
- Дом 4 — Церковь Всех Скорбящих Радости — памятник архитектуры федерального значения;
- Дом 5 — жилой дом — памятник архитектуры регионального значения;
- Дом 18 — Дом жилой Я. Татаринцева;
- Дом 20 — городская усадьба;
- Дом 23 — жилой дом — памятник архитектуры федерального значения;
- Дом 32 — Гостиница Гальяни — в 1826—1836 годах здесь неоднократно останавливался А. С. Пушкин;
- Дом 27 — флигель усадьбы;
- Дом 29 — главный дом усадьбы;
  - Проездные ворота между домами 27 и 29;
- Дом 41 — флигель жилой городской усадьбы;
- Дом 42 — здание научной библиотеки Тверского госуниверситета;
- Дом 44 — Здание правительства Тверской области с фрагментами жилых домов;
- Дом 46 — Здание правительства Тверской области.